# Етрингіт
Етрингіт — важкорозчинний гідросульфоалюмінат кальцію (етрингіт), який кристалізується в порах цементного каменю, поглинає велику кількість води, збільшуючись в об'ємі у 2,5 рази і також руйнує цементний камінь. Вторинний етрингіт в складі новоутворень синтезується тільки при концентрації Са(ОН)2, що перевищує 460 мг/л (у перерахунку на СаО). Якщо концентрація Са(ОН)2 у розчині незначна, що спостерігається при
введенні активних мінеральних добавок, етрингіт не утворюється, і тому у сульфатних водах пуцолановий цемент є стійкішим, ніж звичайний портландцемент. Бетони на пуцолановому цементі не руйнуються у водах із концентрацією солей Na2SO4, CaS04 або MgS04 до 0,5 %.